# Little Machines
Little Machines è il terzo album in studio della cantante canadese Lights, pubblicato il 19 settembre 2014.

## Tracce
1. Portal – 4:28
2. Running with the Boys
3. Up We Go – 2:51
4. Same Sea – 3:28
5. Speeding – 3:27
6. Muscle Memory – 3:37
7. Oil and Water – 3:12
8. Slow Down – 3:24
9. Meteorites – 3:22
10. How We Do It – 3:05
11. Don't Go Home Without Me – 3:27

Tracce bonus nell'edizione deluxe
1. Child – 3:49
2. Lucky Ones – 3:36
3. From All Sides – 4:11

## Classifiche
| Classifica (2014) | Posizione massima |
| ----------------- | ----------------- |
| Canada            | 5                 |
| Stati Uniti       | 34                |